# Midori no hi
El Midori no hi (みどりの日?   Día del Verdor o Día verde) es una celebración tradicional japonesa.
Se celebra el 4 de mayo de cada año y se dedica a la contemplación de la naturaleza. Este día forma parte del Golden Week.
Hasta 2006, la celebración se realizaba el 29 de abril, pero desde 2007 pasó a ser el Día de Shōwa en honor al emperador que reinó en Japón durante 62 años y particularmente durante la Segunda Guerra Mundial.
- Datos: Q1355051